# Knossos Palace (ferry de 2001)
Le Knossos Palace (en grec : Κνωσός Παλάς, Knosós Palás) est un ferry rapide de la compagnie grecque Minoan Lines. Construit en 2001 aux chantiers Fincantieri de Sestri Ponente dans la banlieue de Gênes, il portait à l'origine le nom d‘Olympia Palace (en grec : Ευρώπη Παλάς, Evrópi Palás). Mis en service en décembre 2001 sur les lignes entre la Grèce et l'Italie, il est ensuite affrété à partir de 2012 par la compagnie italienne Tirrenia qui l'emploie entre l'Italie continentale et la Sardaigne sous le nom de Bonaria. Au terme de cet affrètement en 2018, il rejoint la flotte de Grimaldi Lines, maison mère de Minoan Lines. Rebaptisé Cruise Bonaria, il navigue sur les lignes de la Sardaigne sous les couleurs de Grimaldi jusqu'en décembre 2020. Échangé avec le navire Knossos Palace, il récupère le nom de ce dernier et réintègre la flotte de sa compagnie d'origine Minoan Lines qui l'emploie à présent sur les lignes reliant Le Pirée et la Crète.

## Histoire

### Origines et construction
Depuis la seconde moitié des années 1990, les compagnies grecques Minoan Lines et Superfast Ferries se livrent une rude concurrence sur les lignes entre la Grèce et l'Italie. Superfast avait en effet révolutionné cette desserte dès 1995 en mettant en service deux car-ferries de dernière génération, alliant les dimensions et le confort d'un ferry classique à une vitesse élevée proche de celle d'un navire à grande vitesse, qui ont immédiatement rencontré un succès important.
En 1998, Minoan Lines annonce un important programme de renouvellement de sa flotte à la hauteur de 900 millions de dollars. Sept navires sont ainsi prévus à l'horizon 2002, deux sont destinés à assurer la liaison entre Le Pirée et la Crète tandis que les cinq autres seront exploité dans l'Adriatique. Les navires prévus pour l'Adriatique sont divisés en deux séries, la première axée sur le transport du fret et la deuxième sur le transport des passagers.
Baptisés Olympia Palace et Europa Palace, les futurs navires sont conçus de manière similaire aux sister-ships Knossos Palace et Festos Palace prévus pour être exploités en mer Égée. Ils ont en effet les mêmes dimensions ainsi qu'une apparence très voisine. La seule différence réside dans la configuration du garage, conçu pour transporter une quantité de fret plus élevée que leur modèle. Leur appareil propulsif est le même que sur leurs prédécesseurs, permettant d'atteindre des vitesses de 29 nœuds.
Construit par l'entreprise italienne Fincantieri sur le site de Sestri Ponente, dans la banlieue de Gênes, l‘Olympia Palace est lancé le 14 juin 2001. Après finitions, il est livré à Minoan Lines le 11 décembre.

### Service

#### Minoan Lines (2001-2018)

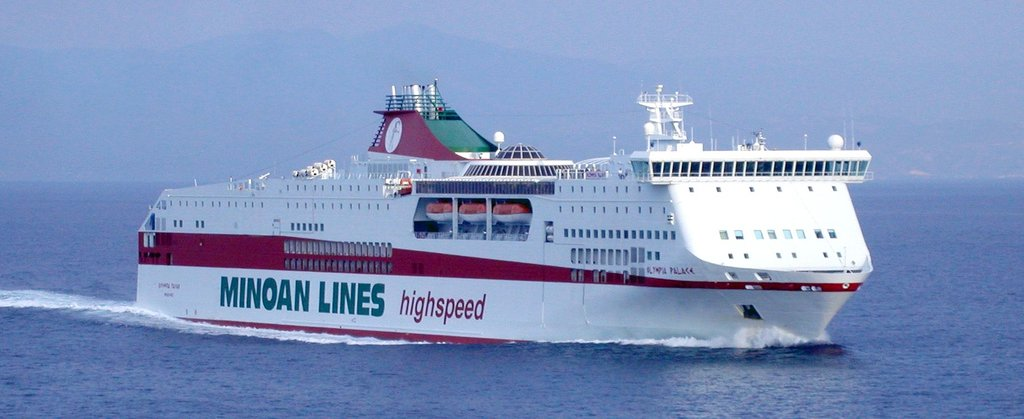
L‘Olympia Palace au début de sa carrière.

L‘Olympia Palace est mis en service le 21 décembre 2001 entre Patras, Igoumenitsa et Ancône.
Le 14 juillet 2006, il est victime d'une collision au niveau de son bulbe d'étrave dans le port de Patras, entraînant son immobilisation jusqu'au 19 juillet.
En raison de la crise économique entraînant une baisse du nombre de passagers entre la Grèce et l'Italie, Minoan Lines décide de retirer le navire du service en décembre 2010. L‘Olympia Palace est affrété par Grimaldi Lines, société mère de Minoan Lines, qui l'emploie entre l'Italie et la Tunisie de décembre 2010 à janvier 2011 puis entre l'Italie et l'Espagne de janvier à février. Il est ensuite désarmé à Perama. Au mois de juillet, l‘Olympia Palace et son jumeau sont affrétés par la compagnie italienne Tirrenia.
Le navire rejoint les chantiers Palumbo de Messine le 19 juillet afin de recevoir quelques modifications en vue de sa nouvelle affectation. Les logos de Tirrenia sont peints en bleu sur sa coque et sa cheminée et le navire est renommé Bonaria. Il est aussi enregistré sous pavillon italien.
Le Bonaria débute ses rotations pour le compte de Tirrenia en août 2012 entre Civitavecchia, Arbatax et Cagliari, en Sardaigne. Il remplace sur cet axe les anciens navires de Tirrenia de la classe Strade Romane en compagnie de son jumeau, renommé Amsicora. Leur vitesse permet de réduire le temps de traversée à 11 heures au lieu de 15/16 heures auparavant. Pour des raisons de rentabilité, leur vitesse de croisière est fixée à 22 nœuds. Exploiter ces navires à pleine puissance sur ces lignes peu fréquentées occasionnerait en effet des pertes pour la compagnie.

#### Grimaldi Lines (2018-2020)
Lorsque l'affrètement prend fin le 22 janvier 2018, le Bonaria rejoint la flotte de Grimaldi Lines tandis que son jumeau retourne sous les couleurs de Minoan Lines. Rebaptisé Cruise Bonaria, il est affecté aux lignes de Grimaldi et dessert toujours la Sardaigne, mais cette fois-ci entre Livourne et Olbia.
Le 24 janvier 2019, alors qu'il effectue sa manœuvre d'appareillage à Olbia, de fortes rafales de vent font dévier le navire de sa trajectoire, occasionnant une collision avec le ferry Athara de la compagnie Tirrenia stationné à proximité. Le choc provoque des dégâts au niveau de l'aileron bâbord de la passerelle de l‘Athara.
Durant son arrêt technique, effectué à Malte aux chantiers Palumbo de La Valette à la fin de l'année 2019, le Cruise Bonaria se voit doté d'épurateurs de fumées, communément appelés scrubbers, visant à réduire ses émissions de soufre. Les travaux impliquent des modifications mineures au niveau de la cheminée qui est rehaussée pour permettre l'installation du dispositif.
Le 18 juin 2020, alors que le navire achève une traversée entre Livourne et Olbia, un incendie se déclare au niveau du pont garage supérieur. Parti d'une remorque frigorifique, le sinistre est rapidement maitrisé par l'équipage avec l'aide des pompiers. Le Cruise Bonaria s'amarre finalement au môle de l'Isola Bianca vers 18h30 et débarque ses 150 passagers.

#### Minoan Lines (depuis 2020)
En décembre 2020, le groupe Grimaldi décide de procéder à un échange entre le Cruise Bonaria et le Knossos Palace de Minoan Lines. Ainsi, le Cruise Bonaria réintègre la flotte de sa compagnie d'origine sous le nom de Knossos Palace et retrouve le pavillon grec. Après quelques transformations aux chantiers de Perama durant lesquelles il est repeint aux couleurs de Minoan Lines, il est affecté à compter du 7 janvier 2021 entre Le Pirée et la Crète.

## Aménagements
Le Cruise Bonaria possède 10 ponts. Bien que le navire s'étende en réalité sur 12 ponts, l'un d'entre eux est absents au niveau du garage afin de permettre au navire de transporter du fret. Les locaux des passagers occupent la totalité des ponts 9 à 7. Les ponts 2, 3 et 5  sont consacrés aux garages.

### Locaux communs
Le Cruise Bonaria possède de confortables installations destinées aux passagers dont la majeure partie se situe sur le pont 7. Le navire dispose ainsi de deux espaces de restauration, de trois bars dont un extérieur avec piscine, et d'une galerie marchande.

### Cabines
Le Cruise Bonaria dispose de 190 cabines principalement situées sur le pont 8. Elles sont le plus souvent équipées de deux à quatre couchettes ainsi que de sanitaires comprenant douche, WC et lavabo. Un salon de 108 fauteuil est également présent.

## Caractéristiques
Le Cruise Bonaria mesure 214 m de long pour 26,40 m de large et son tonnage est de 36 825 UMS. Le navire a une capacité 1 900 passagers et est pourvu d'un garage pouvant accueillir 660 véhicules et 140 remorques répartis sur 4 niveaux. Le garage est accessible par deux portes rampes situées à l'arrière. La propulsion est assurée par quatre moteurs diesels Wärtsilä 16V46C développant une puissance de 62 520 kW entraînant deux hélices à pas variable faisant filer le bâtiment à une vitesse de 29,5 nœuds. Le Cruise Bonaria possède six embarcations de sauvetage fermées de grande taille, trois sont situées de chaque côté vers le milieu du navire. Elles sont complétées par un canot semi-rigide. En plus de ces principaux dispositifs, le navire dispose de plusieurs radeaux de sauvetage à coffre s'ouvrant automatiquement au contact de l'eau. Le navire est doté de deux propulseurs d'étrave facilitant les manœuvres d'accostage et d'appareillage ainsi que de deux propulseurs arrières. Depuis 2019, le Cruise Bonaria est équipé de scrubbers, dispositifs d'épuration des fumées permettant la réduction des émissions de soufre.

## Lignes desservies
De 2002 à 2010, l‘Olympia Palace effectuait la liaison entre la Grèce et l'Italie pour le compte de Minoan Lines, principalement sur la ligne Patras - Igoumenitsa - Ancône mais aussi sur Patras - Igoumenitsa - Venise. Il naviguait parfois entre Le Pirée et Héraklion en Crète en remplacement des navires habituellement affectés.
De 2012 à 2018, le navire était affecté aux traversées entre l'Italie continentale et la Sardaigne sur la ligne Civitavecchia - Arbatax - Cagliari sous affrètement par Tirrenia.
Entre 2018 et 2020, il desservait les lignes de Grimaldi Lines entre Livourne et Olbia avant d'être restitué à Minoan Lines et d'être employé sur les lignes de la mer Égée vers la Crète entre Le Pirée, Héraklion et La Canée.